# Gunnar Myrdal
Karl Gunnar Myrdal (Gagnef, 6 de diciembre de 1898-Danderyd, 17 de mayo de 1987) fue un economista sueco.
En 1974 fue laureado con el Premio Nobel de Economía, que compartió con Friedrich Hayek. Doctorado en la Universidad de Estocolmo, en la que después sería profesor de política económica y economía internacional, perteneció a la llamada "Escuela Sueca".

## Infancia y educación
Myrdal nació el 6 de diciembre de 1898, en Suecia, hijo de Karl Adolf Pettersson (1876-1934), un contratista de obras, y su esposa Anna Sofía Karlsson (1878-1965). Tomó el nombre de Myrdal en 1914 en honor a la granja de sus antepasados Myr en la provincia de Dalarna.
Hay una historia posiblemente apócrifa sobre una interacción entre él y Gustav Cassel, donde se informó que Cassel dijo: "Gunnar, debes ser más respetuoso con tus mayores, porque somos nosotros quienes determinaremos tu promoción", y él respondió: "Sí, pero somos nosotros quienes escribiremos sus obituarios".
Gunnar Myrdal se licenció en derecho en la Universidad de Estocolmo en 1923 y se doctoró en economía en 1927. En junio de 1919 conoció a Alva Reimer, con quien se casó en octubre de 1924 y tuvo el primero de sus tres hijos en 1927.
La tesis doctoral de Myrdal, El problema de la formación de precios bajo el cambio económico, tenía tres partes: Los fundamentos del problema dinámico de la formación de precios, El problema de la ganancia de la empresa y El modo óptimo de construcción y cambio, el más matemático de los tres, donde estudió el equilibrio de la formación de precios en condiciones dinámicas.
En la tesis doctoral de Gunnar Myrdal, publicada en 1927, examinó el papel de las expectativas en la formación de precios. Su análisis influyó fuertemente en la escuela de Estocolmo. Se basó en las teorías de Knut Wicksell del proceso acumulativo de dinero endógeno, destacando la importancia de la incertidumbre de Knight y el papel de las expectativas ex ante y ex post en el proceso económico.

## Comienzos
Entre 1925 y 1929, Myrdal estudió en Gran Bretaña y Alemania. Fue becario Rockefeller y visitó los Estados Unidos en 1929-1930. Durante este período publicó sus primeros libros, incluido El elemento político en el desarrollo de la teoría económica en 1930. Al regresar a Europa, trabajó durante un año como profesor asociado en el Instituto de Graduados de Estudios Internacionales, Ginebra, Suiza.
The Political Element es una recopilación de las conferencias de Myrdal presentadas en la Universidad de Estocolmo. Nos da el relato histórico de la influencia de la política en el desarrollo de la teoría económica y la relación entre ellas. Gunnar creía que la economía se consideraría una auténtica ciencia solo cuando el aspecto político estuviera disociado. Inicialmente la escribió para criticar a la generación anterior de economistas suecos como Eli Heckscher, Gustav Cassel y Brisman, por combinar y confundir hechos y valores en sus teorías de "bienestar máximo", "nivel de precios" e "ingreso nacional". Pero luego resultó ser una crítica general a la teoría económica donde enfatizó que la economía debe ser objetiva e independiente de las apreciaciones políticas. Escribió que, aunque los economistas afirman ser científicos y objetivos, la conclusión de sus análisis siempre era sesgada políticamente. The Political Element se tradujo al alemán en 1932 y al inglés en 1953.
Gunnar Myrdal estaba al principio fascinado por los modelos matemáticos abstractos que se pusieron de moda en la década de 1920 y ayudó a fundar la Econometric Society en Londres. Más tarde, sin embargo, acusó al movimiento de ignorar el problema de la distribución de la riqueza en su obsesión por el crecimiento económico, de utilizar estadísticas defectuosas, de sustituir los datos faltantes en sus fórmulas por letras griegas y de burlar la lógica. Escribió al respecto: "Las correlaciones no son explicaciones y, además, pueden ser tan falsas como la alta correlación en Finlandia entre los zorros muertos y los divorcios". El profesor Myrdal fue uno de los primeros partidarios de las tesis de John Maynard Keynes, aunque sostuvo que la idea básica de ajustar los presupuestos nacionales para ralentizar o acelerar una economía fue desarrollada por él por primera vez y articulada en su libro Monetary Economics, publicado en 1932, cuatro años antes de la Teoría General del Empleo, el Interés y el Dinero de Keynes.
El comentario de William Barber sobre el trabajo de Myrdal sobre teoría monetaria es el siguiente:
```
Si su contribución hubiera estado disponible para los lectores en inglés antes de 1936, es interesante especular si la "revolución" en la teoría macroeconómica de la década de la depresión se llamaría tanto "myrdaliana" como "keynesiana".
[
5
]
```

El economista G. L. S. Shackle afirmó la importancia del análisis de Gunnar Myrdal mediante el cual se permite que el ahorro y la inversión se ajusten ex ante entre sí. Sin embargo, la referencia al análisis ex ante y ex post se ha vuelto tan habitual en la macroeconomía moderna que la posición de Keynes de no incluirlo en su trabajo se consideraba actualmente una rareza, si no un error. Como lo expresó Shackle:
```
El lenguaje myrdaliano ex ante habría salvado a la Teoría General de describir el flujo de inversión y el flujo de ahorro como idéntica, tautológicamente iguales, y dentro del mismo discurso, tratando su igualdad como una condición que puede o no cumplirse.
[
6
]
```

## Carrera académica
Gunnar Myrdal se convirtió en profesor en la Stockholms Högskola en 1933. Myrdal fue profesor de economía en Stockholms Högskola durante 15 años, hasta 1947.
Se convirtió en diputado socialdemócrata del parlamento a partir de 1933 y, de nuevo, de 1945 a 1947, cuando ocupó el cargo de ministro de Comercio en el gobierno de Tage Erlander. Durante este período, fue fuertemente criticado por su acuerdo financiero con la Unión Soviética. Al mismo tiempo, fue acusado de ser responsable de la crisis monetaria sueca de 1947.
Fue coautor con su esposa, Alva Myrdal, de Crisis in the Population Question (sueco: Kris i befolkningsfrågan, 1934). La obra de Gunnar y Alva inspiró las políticas adoptadas por el ministro de Asuntos Sociales, Gustav Möller, para brindar apoyo social a las familias.
Gunnar Myrdal dirigió un estudio exhaustivo de datos sociológicos, económicos, antropológicos y legales sobre las relaciones raciales en los Estados Unidos, financiado por la Carnegie Corporation, a partir de 1938. El resultado del esfuerzo fue la obra más conocida de Gunnar Myrdal, An American Dilemma: The Negro Problem and Modern Democracy, publicado en 1944, escrito con la colaboración de RME Sterner y Arnold Rose. En él caracterizó el problema de las relaciones raciales como un dilema debido a un conflicto percibido entre los altos ideales, encarnados en lo que llamó el "Credo Americano", por un lado, y unas realizaciones pobres por el otro. En las generaciones posteriores a la Guerra Civil, Estados Unidos no había podido poner en práctica sus ideales de derechos humanos para la décima parte de su población afroamericana. Este libro fue citado por la Corte Suprema de los Estados Unidos en su decisión de 1954 en el proceso Brown v. Board of Education, que prohibió la segregación racial en las escuelas públicas. Myrdal planeaba hacer un estudio similar sobre la desigualdad de género, pero no pudo encontrar financiación para este proyecto y nunca lo completó.

## Segunda Guerra Mundial y después
Durante la Segunda Guerra Mundial, Gunnar Myrdal fue incondicional y públicamente antinazi. Junto con su esposa, Alva, escribió Contact with America en 1941, en el que elogió las instituciones democráticas de Estados Unidos.
Gunnar Myrdal se convirtió en el Secretario Ejecutivo de la Comisión Económica de las Naciones Unidas para Europa en 1947. Durante su mandato, fundó uno de los principales centros de investigación económica y desarrollo de políticas. Después de diez años en el cargo, el Dr. Myrdal renunció como Secretario Ejecutivo en 1957. En 1956 y 1957, pudo publicar Una economía internacional, Problemas y perspectivas, Tierras ricas y Pobres y teoría económica y regiones subdesarrolladas. Myrdal también fue signatario de la declaración de la UNESCO de 1950, The Race Question, que refuta las teorías de la supremacía racial y la pureza étnica, y también influyó en el fallo del Proceso Brown v. Board of Education. En 1956, Myrdal escribió el prólogo de The Colour Curtain: A Report on the Bandung Conference del autor afroamericano Richard Wright.

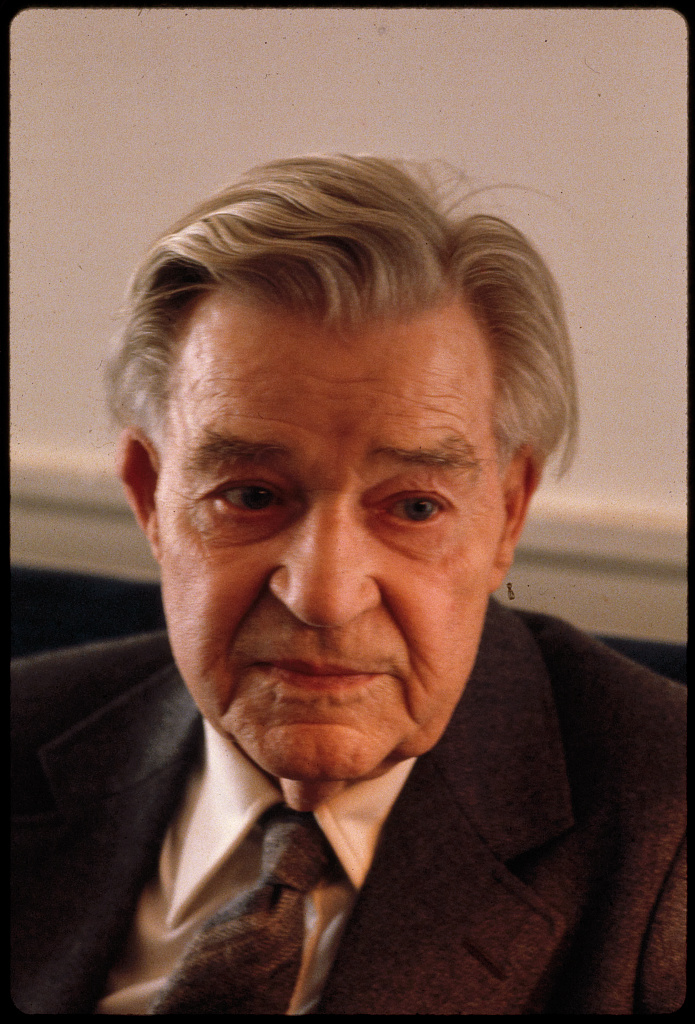
Myrdal en 1980

Entre 1960 y 1967, fue profesor de economía internacional en la Universidad de Estocolmo. En 1961, fundó el Instituto de Estudios Económicos Internacionales de la Universidad. A lo largo de la década de 1960, trabajó en un estudio integral de tendencias y políticas en el sur de Asia para el Fondo del siglo XX. El estudio culminó en su obra de tres volúmenes: El drama de Asia. Una investigación sobre la pobreza de las naciones, publicado en 1968. En 1970, publicó un libro complementario llamado El desafío de la pobreza mundial, donde expuso lo que él creía que era las principales soluciones a los problemas que describió en Asian Drama.
Gunnar Myrdal se opuso firmemente a la guerra de Vietnam. En Asian Drama, Myrdal predijo que la reforma agraria y la pacificación fracasarían en Vietnam e instó a Estados Unidos a comenzar las negociaciones con Vietnam del Norte. Después de regresar a Suecia, dirigió el Comité Sueco contra la guerra de Vietnam y se convirtió en copresidente de la Comisión Internacional de Investigación de los Crímenes de Guerra de Estados Unidos en Indochina. También presidió el Instituto Internacional de Investigación para la Paz de Estocolmo, un perro guardián internacional del comercio de armas. Fue uno de los firmantes del Manifiesto Humanista.
En 1967, Myrdal recibió un doctorado honorario de la Universidad Sir George Williams, que más tarde se convirtió en la Universidad Concordia.
En 1971, tanto él como su esposa recibieron doctorados honorarios del Gustavus Adolphus College en Saint Peter, Minnesota.
Compartió el Premio del Banco de Suecia en Ciencias Económicas (también conocido como el Premio Nobel de Economía) con Friedrich Hayek en 1974, pero abogó por su abolición porque creía que la economía era una ciencia "blanda".
Durante 1974-1975, impartió la docencia como profesor invitado en la Universidad de Nueva York.
Myrdal recibió un doctorado honoris causa de la Universidad Heriot-Watt en 1979.

## Principales aportes
- Su enfoque metodológico basado en la interdependencia entre los fenómenos económicos, sociales e institucionales, y por tanto, en la defensa de la interdisciplinariedad en las ciencias sociales;
- Su crítica a la división entre la economía positiva y normativa, clásica en la corriente principal de la economía, porque los juicios de valor impregnan, implícita o explícitamente, a cualquier proposición económica, en la misma línea que la defendida por Hutchison;
- Sus análisis de la pobreza en los países subdesarrollados;
- Sus trabajos sobre la teoría del dinero y las fluctuaciones económicas;
- Su estudio de campo realizado entre 1937 y 1943 sobre las condiciones de vida y la discriminación hacia los afroamericanos estadounidenses, que contribuyó a la concienciación acerca de la situación de estos en el país y al reconocimiento progresivo de sus derechos sociales durante las décadas siguientes.[18]

## Principales obras
- An American Dilemma: The Negro Problem and Modern Democracy (Un dilema estadounidense: el problema negro y la democracia moderna), 1944.
- The Political Element in the Development of Economic Theory (El elemento político en el desarrollo de la teoría económica), 1953.
- Economic Theory and Underdeveloped Regions (La teoría económica y los países subdesarrollados), 1957.
- Asian Drama: An inquiry into the poverty of nations (El drama de Asia: una investigación sobre la pobreza de las naciones), 1968.
- The Challenge of World Poverty (El desafío de la pobreza en el mundo), 1972.
- Monetary Equilibrium (1931), traducido al inglés en 1939
- The Cost of Living in Sweden, 1830–1930 (1933)
- Crisis in the Population Question (1934)
- Fiscal Policy in the Business Cycle. The American Economic Review, vol 21, no 1, Mar 1939.
- Population, a Problem for Democracy. Harvard University Press, 1940.
- Contact With America (1941)[19]
- Social Trends in America and Strategic Approaches to the Negro Problem. Phylon, Vol. 9, n.º 3, 3rd Quarter, 1948.
- Conference of the British Sociological Association, 1953. II Opening Address: The Relation between Social Theory and Social Policy The British Journal of Sociology, Vol. 4, n.º 3, Sept. 1953.
- An International Economy, Problems and Prospects. Harper & Brothers Publishers, 1956.
- Rich Lands and Poor. 1957.
- Value in Social Theory: A Selection of Essays on Methodology. Ed. Paul Streeten, published by Harper, 1958.
- Myrdal (1960). Beyond the Welfare State. Yale University Press. (requiere registro).
- Challenge to Affluence. Random House, 1963.
- America and Vietnam – Transition, n.º 3, Oct, 1967.
- Twenty Years of the United Nations Economic Commission for Europe. International Organization, Vol 22, n.º 3, Summer, 1968.
- Objectivity in Social Research, 1969.
- Against the Stream.
- Hur Styrs Landet?, 1982.
- Gunnar Myrdal on Population Policy in the Underdeveloped World – Population and Development Review, Vol 13, n.º 3, Sept. 1987.
- The Equality Issue in World Development – The American Economic Review, vol 79, no 6, Dec 1989.

## Vida personal
Myrdal se casó con la política y diplomática Alva Myrdal en 1924, y juntos tuvieron un hijo, Jan Myrdal, (nacido en 1927), una segunda hija Sissela Bok (nacida en 1934) y una tercera hija, Kaj Fölster (nacida en 1936). A través de Fölster, es abuelo del economista sueco Stefan Fölster.
Alva Myrdal fue una destacada líder del movimiento de desarme. Recibió, junto con Alfonso García Robles, el Premio Nobel de la Paz en 1982.
Myrdal sufría la enfermedad de Parkinson y estuvo hospitalizada durante dos meses antes de morir en un hospital de Trångsund, al sur de Estocolmo, el 17 de mayo de 1987. Su hija Kaj Fölster y su nieto, Janken Myrdal, estaban presentes.